# گردان
گُردان یک یگان نظامی است، که اغلب از ۵۰۰ تا ۸۰۰ سرباز تشکیل می‌شود و به تعدادی گروهان یا آتشبار تقسیم می‌گردد. یک گردان اغلب توسط یک سرهنگ دوم یا یک سرگرد، فرماندهی می‌شود. به‌طور معمول ۳ تا ۵ گروهان با هم یک گردان را تشکیل می‌دهند و ۳ تا ۵ گردان در کنار یکدیگر نیز یک هنگ را می‌سازند و ۶ تا ۸ هنگ یک تیپ را می‌سازند. گردان‌ها در سازمان‌های نظامی، بخشی از یک هنگ یا تیپ بشمار می‌آیند.

## واژه‌شناسی
«گردان» به معنای «سپاهیان، لشکریان یا جنگاوران» است و در «شاهنامه» بسیار به کار رفته است. چنانچه، فردوسی گفته: 
برو با سپاهی به کردار کوه، 

گزین کن ز گردان لشکر گروه.
اصطلاح «گردان» ظاهراً با روش پسین‌سازی از واژۀ «سرگرد» ساخته شده است، که در تذکرۀ «خزانه عامره»، تالیف میرغلامعلی آزاد بلگرامی «فرمانده دسته‌ای از لشکر» تعریف شده و ساخته‌شده از دو واژه - «سر» («سردار») + «گردان» (جمع گُرد به معنی «پهلوان، دلیر؛ جنگاور» < پارسی میانه: gurd < ایرانی باستان: -vr̥ta* > نیاایرانی: vr̥t- : -vart «محافظت کردن، پاییدن، مقاومت کردن») پنداشته شده‌است.
اصطلاح «گردان» را سال ۱۳۱۴ فرهنگستان زبان ایران با پیشنهاد انجمن واژه‌گزینی ارتش شاهنشاهی ایران، جایگزین اصطلاح فرانسوی «باطالیون» (از فرانسوی: Bataillon‎ > ایتالیایی: Battaglione «دسته» > ایتالیایی: Battaglia «گروه») کرد. همزمان واژۀ «سرگرد» نیز با پیشنهاد انجمن واژه‌گزینی ارتش به معنای «فرمانده گردان» جایگزین درجۀ «یاور» شد، که برابر درجۀ «ماژور» (از فرانسه‌ای major > لاتینی maior «مهتر، سردار») بود.

## پیشینه
یگان رزمی برابر با گردان نخستین بار در سپاه ساسانیان (۲۲۴ — ۶۵۱ میلادی) تشکیل شده‌است. سپاه (پارسی میانه: spāh) بر پایه سیستم شمارش دهدهی گروهبندی می‌شده و فرمانده آن سپاهبد (پارسی باستان: spāhbed) بود.
سپاه چند یگان ۵٬۰۰۰ نفری را در بر می‌گرفته که گند (پارسی میانه: gund) نامیده می‌شده‌اند و فرمانده آنها گندسالار (پارسی میانه: gund-sālār) بوده‌است. هر گند از چند یگان ۱۰۰۰ نفری تشکیل می‌شده که درفش (پارسی میانه: drafš) نام داشتند و فرمانده آنها درفش‌سالار (پارسی میانه: drafš-sālār) خوانده می‌شد. این هنگ‌ها از چند یگان‌ ۵۰۰ نفره تشکیل می‌شده‌اند که برابر با گردان‌های امروزی بوده و «وَشت» (پارسی میانه: wašt) نام داشته‌اند و فرمانده آنها وشت‌سالار (پارسی میانه: wašt-sālār) بوده است. هر وشت یا گردان چند گروهان‌ را در بر داشته که «تَهم» (پارسی میانه: tahm) نامیده و فرمانده آن تهم‌دار (پارسی میانه: tahmdār) خوانده می‌شدند. احتمال می‌رود که کوچک‌ترین یگان در سپاه شاهنشاهی ساسانی رده (پارسی میانه: radag) نام داشته‌اشت.